# Усатенко, Денис Александрович
Денис Усатенко (р. 1977, Сумы) — создатель и редактор известного в русском сегменте сети сайта «Анекдотов.net».

## Биография
Родился 8 октября 1977 года в городе Сумы (Украина).
Окончил механико-математический факультет СумГУ в 1999 году.
До появления интернета в Сумах занимался 3D-графикой, работал на местном ТВ, где делал трехмерные заставки для телепередач.

В это же время составлял «3D Studio в вопросах и ответах» для конференции SU.RENDER сети FIDO
В 1997 году перешел на работу веб-дизайнера к первому интернет-провайдеру в городе.
22 сентября 1997 года основал сайт «Анекдотов.net», который стал первым русскоязычным развлекательным сайтом в современном понимании. Интересно, что изначально на сайте были только прикольные истории из жизни и никаких анекдотов, отсюда и пошло название «анекдотов.net».
Деятель ЕЖЕ-движения, 19-я физиономия русского интернета
Один из создателей проекта «Физиономии русского Интернета (ФРИ)»
В 1999 году в конкурсе «Знаменитости Русского Интернета» занял 85 место.
В 2002 году открыл один из первых в рунете новостных сайтов с элементами web 2.0 — lenty.ru, за что журнал «internet.ru» назвал его «пионером семантической сети».